# El Kurru
El-Kurru, Sudan, je bil eno od pokopališč nubijske kraljeve družine. Večina piramid na pokopališču je iz zgodnjega kušitskega obdobja od Alare Nubijskega (795–752 pr. n. št.) do Nastasena (335–315 pr. n. št.).
Suhi rečni koriti (vadi) delita pokopališče na tri dele. Najstarejši je centralni del pokopališča, na katerem je več tumulusom podobnih grobov iz obdobja kraljestva Napata. Gomila Tum. 1 je iz obdobja egipčanskega faraona Šošenka I. (943–922 pr. n. št.). Sodobni znanstveniki domnevajo, da se je pokopavanje na El Kurruju začelo v ramzeškem obdobju in končalo proti koncu Dvajsete egipčanske dinastije okoli 1070 pr. n. št.
Na najvišjem delu pokopališča so štirje tumuli (Tum. 1, 2, 4 in 5). Severno od severnega vadija je Tum. 6. Vzhodno od tumulov  je niz  najmanj osmih piramid.  Ena od njih stoji delno na Tum. 19. Najbolj južna piramida v nizu je domnevno pripada Kaštovi ženi Pebatmi. Pred nizom je še en niz pramid, v katerem so Pijeva, Šabakova in Tantamanijeva piramida.
Južno od  Pebačmine piramide je južni vadi. Južno od njega stojijo južne piramide, med njimi priamida kraljic Naparaje (K. 3), Kense (K. 4), Kalhate (K. 5) in Arti (K. 6).

## Piramide in grobovi
- Tum. 1, najstarejši grob na  El Kurruju
- Tum. 2, grob z žensko lobanjo.[3]
- Tum. 4
- Tum. 5
- Tum. 6, grob severno od severnega vadija.
- Tum. 19 je vzhodno od skupine tumulusov. Na delu tega tumulusa stoji piramida K. 13.

Piramide iz obdobja kraljestva Napata
- K.1 pripada neznanemu kralju. Je ena od največjih piramid na pokopališču in datira v obdobje okoli 362-342 pr. n. št.
- K.2
- K.3 – kraljica Naparaje, hčerka kralja Pije in sestra-žena kralja Taharke.
- K.4 – kraljica Kensa, hčerka kralja Kašte in sestra-žena kralja Pije.
- K.5 – kraljica Kalhata, Šabatakova žena in mati kralja Tantamanija.
- K.6 – kraljica Arti, Pijeva hčerka in Šabatakova sestra-žena.
- K.7 – morda kraljica Pebatma, Kaštova žena. Piramida stoji ob Kaštovi piramidi (K.8).
- K.8 – kralj Kašta, Pijev oče.
- K.9 – morda kralj  Alara Nubijski.
- K.10
- K.11, piamida z žensko lobanjo.[3]
- K.13
- K.14
- K.15 – kralj Šabaka, Kaštov sin in Pijev brat.
- K.16 – kralj  Tantamani, Šabatakov in Kalhatin sin.
- K.17 – kralj Pije, Kaštov sin.
- K.18 – kralj Šabataka. V piramidi je še vedno moška lobanja, ki bi lahko bila Šabatakova.[3]
- K.21
- K.23
- K.52 – kraljica  Nefrukekašta, Pijeva žena.
- K.53 – kraljica Tabiri, hčerka Alare Nubijskega, Pijeva žena.
- K.54 – morda  Peksater, Kaštova hčerka in Pijeva žena.

## Pokopi konj
Približno 120 m severozahodno od piramid K. 51 - K. 55 so štiri vrste grobov konj. V njih so pokopani  štirje, osem, osem in štirje konji. Grobovi v prvi vrsti so verjetno iz Pijevega obdobja, v drugi vrsti iz Šabakovega, v tretji iz Šabatakovega in v četrti iz Tantamanijevega obdobja.  
Grobovi so bili izropani, vendar je v njih ostalo dovolj dokazov, da so bili pokopani v stoječem položaju. Konji so bili pokopani skupaj z njihovo bogato opravo.

## Nedavne  arheološke raziskave
Ped nekaj leti se je pokopališče El Kurru začelo ponovno raziskovati. Raziskave vodita Geoff Emberling (Kelseyev arheološki muzej, Michigan) in Rachael J. Dann (Egipčanska in sudanska arheologija, Univerza Kopenhagen) v sodelovanju z Narodnim svetom za starine in muzeje Sudana in delnem financiranju Katarja.

## Druga nubijska kraljeva pokopališča
- Nuri
- Džebel Barkal
- Bagravija
- Merojske piramide

## Galerija
- Zunanjost ene od nubijskih grobnic
- Pogrebna soba Tanutamanijeve grobnice
- Poslikava